# I'll Be Waiting (Cian Ducrot)
I'll Be Waiting is een nummer van de Ierse zanger Cian Ducrot. Het is de tweede single van zijn tweede studioalbum Victory uit 2023. Op 10 november 2022 werd het nummer uitgebracht op single. Enkele weken later werd het nummer aangeduid als MNM-Big Hit. Mede dankzij meervoudige airplay en streams brak het nummer door in de Europese hitlijsten. Dit was de eerste grote hit van de zanger buiten zijn thuisland en het Verenigd Koninkrijk. 